# کنت میس
 کنت میس (انگلیسی: Kenneth Mees؛ زاده ۲۶ مهٔ ۱۸۸۲ – درگذشته ۱۵ اوت ۱۹۶۰) یک فیزیک‌دان اهل بریتانیا بود.